# Callosciurus orestes
Callosciurus orestes är en däggdjursart som först beskrevs av Thomas 1895.  Callosciurus orestes ingår i släktet praktekorrar och familjen ekorrar. IUCN kategoriserar arten globalt som livskraftig. Inga underarter finns listade.
Denna praktekorre förekommer på norra Borneo. Djuret ansågs fram till 1985 vara en underart till svartstrimmig spetsekorre och listas sedan dess som god art. Arten vistas i låga och medelhöga bergstrakter. Habitatet utgörs av olika slags skogar. Callosciurus orestes äter främst frukter och insekter, till exempel myror.
Arten blir i genomsnitt 20 cm lång (huvud och bål) och väger cirka 325 g. Pälsen på ovansidan är brun med flera mörka hår som ger den ett prickigt utseende. Bakom öronen förekommer ofta en ljus fläck. Kännetecknande är två strimmor på varje kroppssida i svart och vit. På undersidan är pälsen vanligen grå eller lite rödaktig. Svansen har många mörka och ljusa ringar. Avgränsningen mellan dessa ringar är ofta otydlig.
Antagligen har Callosciurus orestes samma sociala beteende som andra medlemmar av samma släkte. De förekommer ofta i grupper och är aktiva på dagen. Hos den nära besläktade svartstrimmiga spetsekorren kan honor para sig hela året.